# Ariel (revistă din Israel)
Ariel: revistă de artă și literatură în Israel (în engleză Ariel: a review of the arts and sciences in Israel, în ebraică אריאל רבעון לאמנויות ולמדע בישראל) a fost o revistă de artă, literatură și știință din Israel, publicată în mai multe limbi străine (ediția principală a apărut în limba engleză), care a apărut în perioada 1962–2003 sub patronajul Departamentului de Relații Culturale și Științifice (din 1993 Direcția de Relații Culturale și Științifice) al Ministerului Afacerilor Externe.
Revista a oferit o imagine cuprinzătoare de ansamblu a mai multor domenii artistice, literare și științifice din Israel, precum poezia și proza, artele vizuale și cinematografia, teatrul și muzica, arheologia și arhitectura. Printre autorii articolelor s-au numărat personalități israeliene de prim plan în domeniul lor. Publicația, care era un fel de „carte de vizită” culturală a Israelului ce prezenta o imagine vitală și vibrantă în străinătate, era solicitată și devenise, prin urmare, un instrument eficient în serviciul propagandei israeliene. În cursul celor peste 40 de ani de existență a revistei au fost publicate peste o sută de numere (numărul 100 a apărut în 1995).

## Istoric

### Fondare
Ariel a fost fondată în perioada în care Mordechai Avida a îndeplinit funcția de director al Departamentului de Relații Culturale și Științifice (începând din 1961) și era un fel de continuare extinsă și elaborată a buletinului informativ trimestrial Cultural Events in Israel („Evenimente culturale în Israel”), pe care departamentul îl publicase anterior în perioada lui Yehuda Yaari. Ulterior, a fost redactat și distribuit de o organizație privată, dar a rămas sub patronajul Departamentului de Relații Culturale și Științifice. Redactorul fondator a fost Yitzhak Halevy-Levin, care a beneficiat de sprijinul de specialitate al lui Yehuda Yaari. Halevy-Levin redactase anterior mai multe publicații ale Departamentului de Tineret și Pionieri al Organizației Sioniste Mondiale, inclusiv revista literară Israel Argosy. Redactorul adjunct al revistei a fost Shimshon Inbal (Klinger), editor și traducător în cadrul Ministerului Afacerilor Externe.
Revista a început să apară în 1962 în cinci limbi: engleză (Ariel: a review of the arts and sciences in Israel), franceză (Ariel : revue des arts, lettres et sciences en Israël), rusă (Ариель: культурно-художественное зренное), arabă (Ariel: مجله للفنون والآداب في اسرائيل) și spaniolă (Ariel: revista de artes y ciencias de Israel). Au apărut apoi ediții și în alte limbi: în 1966 în germană (Ariel: Berichte über Kunst und Forschung in Israel), începând din anii 1970 în finlandeză (Ariel: Israelin taiteen ja kirgallisuuden aikakauskirja) și în 1976 în italiană (Ariel: rassegna di arte e letteratura israeliana). În anul 1977 au fost publicate versiuni în alte trei limbi străine: turcă (Ariel: Israil san'at ve edebitat dergisi), neerlandeză (Ariel: driemaandelijks tijdschrift voor kunst en letteren in Israel) și suedeză (Ariel: kvartalstidskrift för konst och literatur i Israel).

### Orientare cultural-științifică
Numele revistei au fost dedicate unor subiecte precum Renașterea limbii ebraice, Șmuel Iosef Agnon, Ierusalim, Muzica în Israel, Israel și Islamul și multe altele. Ea conținea, de asemenea, traduceri ale operelor literare ebraice în limbi străine. Primul număr conținea, printre altele, articole despre săpăturile arheologice din Israel, dezvoltarea ceramicii în Israel, apariția unei noi ediții critice a Bibliei, Conferința Internațională de Studii Evreiești, Școala de Teatru din Tel Aviv, Festivalul de Muzică Israeliană, cărți noi apărute și informații despre arte și științe. O atenție considerabilă a fost acordată designului și tipăririi, iar revista a apărut pe hârtie fină și însoțită de fotografii color. Materialul care a apărut în paginile revistei a fost folosit pentru redactarea unor articole despre Israel în publicațiile din alte țări. Ediția principală (în limba engleză) a fost tipărită în zeci de mii de exemplare, iar revista a fost solicitată în mai multe țări.
Potrivit afirmațiilor jurnalistului Dani Blokh din ziarul Davar în 1978:
| “ | Ariel este una dintre cele mai de succes acțiuni ale propagandei israeliene. Ideea de bază este că o publicație dedicată culturii, artei și literaturii, fără articole informative și de propagandă, va servi propagandei israeliene prin prezentarea Israelului în cel mai bun mod – viu, creativ, vibrant, uneori îndrăzneț, liberal și democratic. Publicația este redactată cu gust și tipărită elegant; ea a dobândit o mulțime de urmăritori în întreaga lume, inclusiv abonați care plătesc. | ” |

### Redactori și scandaluri editoriale
Halevy-Levin a îndeplinit funcția de redactor șef al publicației până la moartea sa în iulie 1969, la cinci luni și jumătate după decesul fiului său, locotenentul Aviezer (Abi) Halevy-Levin, care a căzut în luptele de pe Înălțimile Golan din timpul Războiului de Uzură. Revista a fost redactată după moartea lui, începând din 1970, de Yehuda Hanegavi, urmat de poetul, traducătorul și editorul T. Carmi.
În 1975 Yael Lotan a fost numit redactor șef al publicației. Opiniile politice de stânga ale lui Yael Lotan nu au coincis întotdeauna cu punctele de vedere ale Ministerului Afacerilor Externe. În 1978 a izbucnit un scandal, atunci când președintele comisiei de informații a Ministerului Afacerilor Externe, Zalman Shoval, membru al Knessetului din partea partidului Likud, a decis, în consultare cu ministrul de externe Moshe Dayan, să elimine din numărul trimestrial al revistei (după ce a fost tipărit) o poezie a poetului druz-palestinian-israelian Samih Al-Qasim, susținând că autorul ei se opune statului și incită la revoltă împotriva instituțiilor sale și a armatei israeliene (IDF). În acest context, la sfârșitul anului 1979, după aproximativ cinci ani de activitate ca redactor șef, mandatul lui Yael Lotan a încetat, iar viitorul publicației a fost pus la îndoială. În urma amenințării de oprire a publicării revistei, poetul și jurnalistul Haim Gouri a scris (sub semnătura „Hagor”) că „merită menționat că în cei 18 ani de existență [revista] a fost purtătorul de cuvânt al Israelului în patru limbi către intelectualitatea internațională și că în mai multe țări, care ne sunt închise, Ariel s-a comportat ca un ambasador onorabil... Ariel a fost, de la înființare și până astăzi – inclusiv în ultimii cinci ani în care a fost editat de Yael Lotan –, un reprezentant distins al culturii noastre pentru mai multe generații prin coloritul paginilor sale.”.

### Desființare
Publicarea revistei a fost reluată în 1981, sub conducerea lui Asher Weill, care a fost redactor șef până la desființarea publicației în 2003. Revista a apărut frecvent, începând din 1995, în cinci limbi (engleză, franceză, germană, rusă și spaniolă) și la fiecare doi ani și în arabă.